# Wieruszów (województwo dolnośląskie)
Wieruszów (niem. Wierischau) – wieś w Polsce położona w województwie dolnośląskim, w powiecie świdnickim, w gminie Świdnica.

## Podział administracyjny
W latach 1975–1998 miejscowość należała administracyjnie do województwa wałbrzyskiego.